# Albert Betz
Albert Betz (Schweinfurt, 25 december 1885 – Göttingen, 16 april 1968) was een Duitse fysicus en pionier op het gebied van windmolens en windturbines.

## Biografie
In 1910 studeerde Betz af als scheepsbouwkundig ingenieur aan de Technische Hochschule Berlin (Diplomingenieur Schiffbau). In 1911 werd hij onderzoeker aan de Universiteit van Göttingen, in het laboratorium voor aerodynamica. Hier promoveerde hij in 1919 op zijn werk aan ‘scheepsschroeven met minimaal verlies van energie’, dat hij in artikelvorm in 1920 publiceerde als Das Maximum der theoretisch möglichen Ausnutzung des Windes durch Windmotoren (Theoretisch haalbaar maximum voor het benutten van de wind door windmotoren). 
Betz' werk was gebaseerd op eerder onderzoek van Frederick Lanchester dat de eerste volledige beschrijving van liftkracht en luchtweerstand opleverde. De formulering was erg complex en kon pas na vereenvoudiging door Ludwig Prandtl toegepast worden.
De wet van Betz stelt dat, onafhankelijk van het ontwerp van een windturbine, er niet meer dan 16/27 (59,3%) deel van de kinetische energie van de wind omgezet kan worden in mechanische energie. Zijn boek Wind-Energie und ihre Ausnutzung durch Windmühlen (Windenergie en benutting door windmolens), gepubliceerd in 1926, geeft een beeld van de windmolens en het begrip van windenergie in die tijd.
In 1926 werd hij benoemd tot professor in Göttingen. In 1936 nam hij de plaats van Ludwig Prandtl over als directeur van het aerodynamica-laboratorium, een positie die hij bekleedde tot 1956. Van 1947 tot 1956 was hij tevens het hoofd van het onderzoek naar hydrodynamica aan het Max Planck Instituut. Betz werd in 1965 onderscheiden met de Carl Friedrich Gauss-medaille van de Braunschweigische Wissenschaftliche Gesellschaft.

## Werken
- Das Maximum der theoretisch möglichen Ausnutzung des Windes durch Windmotoren, Zeitschrift für das gesamte Turbinenwesen, 20 september 1920
- Windenergie und ihre Ausnutzung durch Windmühlen, Vandenhoeck and Ruprecht, Göttingen 1926, verkrijgbaar als herdruk, Ökobuch, Staufen, ISBN 3-922964-11-7
- Konforme Abbildung, 1948, 1964
- Hydro- und Aerodynamik, Verlag Chemie, 1953
- Einführung in die Theorie der Strömungsmaschinen, Braun (1959)